# Medalla del Sàhara
La Medalla del Sàhara va ser creada pel Reial decret 1371/1977, de 2 de juny, per recordar l'actuació del personal militar, forces d'ordre públic i personal civil en les accions militars dutes a terme abans de la fi de la presència espanyola en aquest territori. Encara que van deixar de realitzar-se concessions alguns anys després, no va ser fins a 2003 quan va ser formalment abolida en virtut del Reial decret 1040/2003.

## Descripció
Aquesta medalla podia ser atorgada, a proposta del General Cap del Comandament Unificat de la Zona de Canàries, pels Generals Caps dels tres exèrcits, o pels Ministres de l'Exèrcit, Marina o Aire, prèvia conformitat de la Junta de Caps d'Estat Major.
A l'octubre del mateix any, es va publicar en el BOE una ordre que desenvolupava les normes de concessió de la medalla, descrivint també les característiques de la condecoració. Aquesta havia de consistir d'una creu del sud de plata, sobre la qual apareixeria un estel de cinc puntes i una mitja lluna, ambdues esmaltades en blanc, amb una anella d'argent en la part superior, en la qual havia d'enllaçar-se la cinta. La cinta era negra amb dues franges de color blau clar (amb el mateix gruix) i amb les vores exteriors estretes de color blanc, blau clar amb franges exteriors negres (en funció, respectivament, de la presència o no a la zona de combat) o blanca (per al personal de l'administració central). El passador havia de ser de metall daurat, amb la paraula Sàhara i les dates d'entrada i sortida del territori (20 de maig de 1973 - 28 de febrer de 1976).